# شابي كندي (قشلاق الجنوبي)
شابي کندي (بالفارسية: شابی کندی) هي منطقة سكنية تقع في إيران في أردبيل. يقدر عدد سكانها بـ 124 نسمة .